# Tournoi africain de qualification olympique féminin de hockey sur gazon 2023
Navigation
Stellenbosch 2019 2027
Le tournoi africain de qualification olympique féminin de hockey sur gazon 2023 est la 5e édition du tournoi africain de qualification olympique féminin de hockey sur gazon pour les Jeux olympiques d'été de 2024. Il se déroule parallèlement au tournoi masculin à Pretoria, en Afrique du Sud, du 29 octobre au 5 novembre 2023,,.
Le vainqueur du tournoi se qualifie pour les Jeux olympiques 2024.

## Ville hôte
| [[Fichier:South Africa adm location map.svg\|240px\|{{#if:\|{{{alt}}}\|Tournoi africain de qualification olympique féminin de hockey sur gazon 2023 est dans la page Afrique du Sud.]]Pretoria | Pretoria          |
| --- | ----------------- |
| [[Fichier:South Africa adm location map.svg\|240px\|{{#if:\|{{{alt}}}\|Tournoi africain de qualification olympique féminin de hockey sur gazon 2023 est dans la page Afrique du Sud.]]Pretoria | Tuks Astro        |
| [[Fichier:South Africa adm location map.svg\|240px\|{{#if:\|{{{alt}}}\|Tournoi africain de qualification olympique féminin de hockey sur gazon 2023 est dans la page Afrique du Sud.]]Pretoria | Capacité: Inconnu |

## Équipes qualifiées
L'Ouganda déclare forfait pour cette compétition.
| Événement                                       | Date                       | Lieu   | Quotas | Qualifiés            |
| ----------------------------------------------- | -------------------------- | ------ | ------ | -------------------- |
| Classement mondial FIH                          | NC                         | NC     | 2      | Afrique du Sud Ghana |
| Qualifications de la zone Afrique du Nord-Est   | 6 juin 2022                | Annulé | 1      | Kenya                |
| Qualifications de la zone Afrique du Nord-Ouest | 25 août 2022               | Annulé | 2      | Nigeria Zambie       |
| Qualifications de la zone Afrique centrale 2022 | 31 août - 4 septembre 2022 | Harare | 2      | Zimbabwe Namibie     |
| Total                                           | Total                      | Total  | 7      |                      |

## Critères
En cas d'égalité de points de plusieurs équipes à l'issue des matchs de poule, les critères suivants sont appliqués dans l'ordre indiqué pour établir leur classement:
1. Points de chaque équipe,
2. Matchs gagnés,
3. Différence de buts,
4. Buts pour,
5. Plus grand nombre de points obtenus dans les matchs de poule disputés entre les équipes concernées,
6. Buts marqués en plein jeu.

## Premier tour
Toutes les heures sont locales (UTC+2).
Légende :
- Tour pour les médailles
- Tour de classement

### Poule A
| Rang | Équipe             | Pts | J | G | N | P | Bp | Bc | Diff |
| ---- | ------------------ | --- | - | - | - | - | -- | -- | ---- |
| 1    | Afrique du Sud H T | 6   | 2 | 2 | 0 | 0 | 14 | 0  | +14  |
| 2    | Nigeria            | 3   | 2 | 1 | 0 | 1 | 2  | 5  | -3   |
| 3    | Zimbabwe           | 0   | 2 | 0 | 0 | 2 | 1  | 12 | -11  |

| 29 octobre 2023   | Afrique du Sud | 10 - 0 | Zimbabwe       |
| 30 octobre 2023   | Nigeria        | 0 - 4  | Afrique du Sud |
| 1er novembre 2023 | Zimbabwe       | 1 - 2  | Nigeria        |

### Poule B
| Rang | Équipe  | Pts | J | G | N | P | Bp | Bc | Diff |
| ---- | ------- | --- | - | - | - | - | -- | -- | ---- |
| 1    | Kenya   | 9   | 3 | 3 | 0 | 0 | 8  | 2  | +6   |
| 2    | Ghana   | 6   | 3 | 2 | 0 | 1 | 11 | 5  | +6   |
| 3    | Zambie  | 3   | 3 | 1 | 0 | 2 | 4  | 13 | -9   |
| 4    | Namibie | 0   | 3 | 0 | 0 | 3 | 3  | 6  | -3   |

| 29 octobre 2023   | Ghana   | 2 - 1 | Namibie |
| 29 octobre 2023   | Kenya   | 4 - 0 | Zambie  |
| 30 octobre 2023   | Namibie | 2 - 3 | Zambie  |
| 30 octobre 2023   | Kenya   | 3 - 2 | Ghana   |
| 1er novembre 2023 | Ghana   | 7 - 1 | Zambie  |
| 1er novembre 2023 | Namibie | 0 - 1 | Kenya   |

## Phase de classement

### Tableau de classement
|  | Demi-finale pour la 5e place | Demi-finale pour la 5e place | Demi-finale pour la 5e place | Demi-finale pour la 5e place |                 |   | Match pour la 5e place | Match pour la 5e place | Match pour la 5e place | Match pour la 5e place |
|  |                              |                              |                              |                              |                 |   |                        |                        |                        |                        |
|  |                              |                              |                              |                              |                 |   | 4 novembre 2023        |                        |                        |                        |
|  |                              |                              |                              |                              |                 |   |                        |                        |                        |                        |
|  |                              |                              |                              |                              |                 |   |                        |                        |                        |                        |
|  |                              |                              |                              |                              |                 |   |                        |                        |                        |                        |
|  | B3                           | Zambie                       | 0                            | 0                            |                 |   |                        |                        |                        |                        |
|  | B3                           | Zambie                       | 0                            | 0                            | 2 novembre 2023 |   |                        |                        |                        |                        |
|  |                              |                              | B4                           | Namibie                      | 3               | 3 |                        |                        |                        |                        |
|  | A3                           | Zimbabwe                     | B4                           | Namibie                      | 3               | 3 | 2 (0)                  | 2 (0)                  |                        |                        |
|  | A3                           | Zimbabwe                     |                              |                              |                 |   |                        | 2 (0)                  |                        |                        |
|  | B4                           | Namibie                      | 2 (3)                        | 2 (3)                        |                 |   |                        |                        |                        |                        |
|  | B4                           | Namibie                      | 2 (3)                        | 2 (3)                        |                 |   |                        |                        |                        |                        |

### Demi-finale pour la5eplace
| Match 22              | Zimbabwe                          | 2 - 2             | Namibie                       |                                                                       |                                                                       |
| 2 novembre 2023 14h15 | A. Terblanche 42e · Zimuto 44e    | (0 - 1)           | 30e Ja. Kruger · 45e Semedo   | Arbitrage : Rita Katoka Charity Majimbo Arbitre vidéo : Evelyn Fiador | Arbitrage : Rita Katoka Charity Majimbo Arbitre vidéo : Evelyn Fiador |
| 2 novembre 2023 14h15 | Rapport                           |                   |                               | Arbitrage : Rita Katoka Charity Majimbo Arbitre vidéo : Evelyn Fiador | Arbitrage : Rita Katoka Charity Majimbo Arbitre vidéo : Evelyn Fiador |
| 2 novembre 2023 14h15 | N. Terblanche · Viviers · Diplock | Tirs au but 0 - 3 | Myburgh · Ji. Kruger · Ludwig | Arbitrage : Rita Katoka Charity Majimbo Arbitre vidéo : Evelyn Fiador | Arbitrage : Rita Katoka Charity Majimbo Arbitre vidéo : Evelyn Fiador |

### Match pour la5eplace
| Match 29              | Namibie                      | 3 - 0   | Zambie |                                                                           |                                                                           |
| 4 novembre 2023 09h15 | Ja. Kruger 8e, 46e · Rix 19e | (2 - 0) |        | Arbitrage : Charity Majimbo Ebitimi Sampou Arbitre vidéo : Melissa Taylor | Arbitrage : Charity Majimbo Ebitimi Sampou Arbitre vidéo : Melissa Taylor |
| 4 novembre 2023 09h15 | Rapport                      |         |        | Arbitrage : Charity Majimbo Ebitimi Sampou Arbitre vidéo : Melissa Taylor | Arbitrage : Charity Majimbo Ebitimi Sampou Arbitre vidéo : Melissa Taylor |

## Tour pour les médailles

### Tableau final
|  | Demi-finales    | Demi-finales    | Demi-finales    | Demi-finales    |                               |                | Finale          | Finale          | Finale          | Finale          |
|  |                 |                 |                 |                 |                               |                |                 |                 |                 |                 |
|  | 3 novembre 2023 | 3 novembre 2023 | 3 novembre 2023 | 3 novembre 2023 |                               |                | 5 novembre 2023 | 5 novembre 2023 | 5 novembre 2023 | 5 novembre 2023 |
|  | A1              | Afrique du Sud  | 7               | 7               |                               |                | 5 novembre 2023 | 5 novembre 2023 | 5 novembre 2023 | 5 novembre 2023 |
|  | A1              | Afrique du Sud  | 7               | 7               |                               |                | 5 novembre 2023 | 5 novembre 2023 | 5 novembre 2023 | 5 novembre 2023 |
|  | B2              | Ghana           | 0               | 0               |                               |                | 5 novembre 2023 | 5 novembre 2023 | 5 novembre 2023 | 5 novembre 2023 |
|  | B2              | Ghana           | 0               | 0               | A1                            | Afrique du Sud | 9               | 9               |                 |                 |
|  | 3 novembre 2023 |                 |                 |                 | A1                            | Afrique du Sud | 9               | 9               |                 |                 |
|  |                 |                 | A2              | Nigeria         | 0                             | 0              |                 |                 |                 |                 |
|  | B1              | Kenya           | A2              | Nigeria         | 0                             | 0              | 0               | 0               |                 |                 |
|  | B1              | Kenya           |                 |                 |                               |                |                 | 0               |                 |                 |
|  | A2              | Nigeria         | 1               | 1               |                               |                |                 |                 |                 |                 |
|  | A2              | Nigeria         | 1               | 1               | Match pour la troisième place |                |                 |                 |                 |                 |
|  |                 |                 |                 |                 |                               |                |                 |                 |                 |                 |
|  | 5 novembre 2023 |                 |                 |                 |                               |                |                 |                 |                 |                 |
|  | B2              | Ghana           | 1               | 1               |                               |                |                 |                 |                 |                 |
|  | B2              | Ghana           | 1               | 1               |                               |                |                 |                 |                 |                 |
|  | B1              | Kenya           | 3               | 3               |                               |                |                 |                 |                 |                 |
|  | B1              | Kenya           | 3               | 3               |                               |                |                 |                 |                 |                 |

### Match pour la3eplace
| Match 32              | Ghana     | 1 - 3   | Kenya                              |                                                                            |                                                                            |
| 5 novembre 2023 12h00 | Berko 10e | (1 - 2) | 3e Guchu · 7e Kemunto · 33e Chebet | Arbitrage : Melissa Taylor Irene Handura Arbitre vidéo : Ymkje van Slooten | Arbitrage : Melissa Taylor Irene Handura Arbitre vidéo : Ymkje van Slooten |
| 5 novembre 2023 12h00 | Rapport   |         |                                    | Arbitrage : Melissa Taylor Irene Handura Arbitre vidéo : Ymkje van Slooten | Arbitrage : Melissa Taylor Irene Handura Arbitre vidéo : Ymkje van Slooten |

### Finale
| Match 34              | Afrique du Sud                                                                                   | 9 - 0   | Nigeria |                                                                         |                                                                         |
| 5 novembre 2023 16h30 | Glasby 1e, 14e, 34e · Du Toit 17e · Bobbs 20e · Wood 22e · Augousti 23e · Isaacs 35e · Paton 49e | (6 - 0) |         | Arbitrage : Ymkje van Slooten Magali Sergeant Arbitre vidéo : Bryn Lowe | Arbitrage : Ymkje van Slooten Magali Sergeant Arbitre vidéo : Bryn Lowe |
| 5 novembre 2023 16h30 | Rapport                                                                                          |         |         | Arbitrage : Ymkje van Slooten Magali Sergeant Arbitre vidéo : Bryn Lowe | Arbitrage : Ymkje van Slooten Magali Sergeant Arbitre vidéo : Bryn Lowe |

## Classement final
| Rang                        | Groupe | Équipe             | J | V | N | P | BP | BC | +/- | Pts | Classement mondial FIH | Classement mondial FIH | Classement mondial FIH |
| Rang                        | Groupe | Équipe             | J | V | N | P | BP | BC | +/- | Pts | Avant                  | Après                  | +/-                    |
| --------------------------- | ------ | ------------------ | - | - | - | - | -- | -- | --- | --- | ---------------------- | ---------------------- | ---------------------- |
| Médaille d'or, Afrique      | A      | Afrique du Sud H T | 4 | 4 | 0 | 0 | 30 | 0  | +30 | 12  | 21                     | 20                     | +1                     |
| Médaille d'argent, Afrique  | A      | Nigeria            | 4 | 2 | 0 | 2 | 3  | 14 | -11 | 6   | 38                     | 34                     | +4                     |
| Médaille de bronze, Afrique | B      | Kenya              | 5 | 4 | 0 | 1 | 11 | 4  | +7  | 12  | 36                     | 30                     | +6                     |
| 4                           | B      | Ghana              | 5 | 2 | 0 | 3 | 12 | 15 | -3  | 6   | 33                     | 36                     | -3                     |
| 5                           | B      | Namibie            | 5 | 1 | 1 | 3 | 8  | 8  | 0   | 4   | 50                     | 66                     | -16                    |
| 6                           | B      | Zambie             | 4 | 1 | 0 | 3 | 4  | 16 | -12 | 3   | 73                     | 75                     | -2                     |
| 7                           | A      | Zimbabwe           | 3 | 0 | 1 | 2 | 3  | 14 | -11 | 1   | 39                     | 60                     | -21                    |

|  | Nation qualifiée pour les Jeux olympiques 2024 |